# AquaNox (jeu vidéo)
AquaNox est un jeu vidéo de simulation de sous-marin développé par Massive Development et Fishtank Interactive. Il est sorti en 2001 sur Windows.
Il utilise un nouveau moteur 3D, le KRASS engine, conçu pour exploiter au maximum les dernières performances des cartes nVidia GeForce 3 (et pour utiliser pleinement les capacités de la technologie T&L).
Il est le seul opus de la série à offrir une vaste quantité de vraies informations sur les océans, telles l'étude des courants marins, de la volcanologie et de l'adaptation humaine à la vie sous-marine. Le manuel du jeu dispose par ailleurs d'une section Encyclopédie, qui définit toutes les notions abordées dans le jeu de manière scientifique. La seule erreur décelable est la présence des rayons solaires sous la surface de l'océan, rayons qui deviennent en réalité totalement invisibles au bout de 100 mètres.
Là encore, le joueur incarne Emerald « DeadEye » Flint, cinq ans après les évènements d'Archimedean Dynasty.

## Histoire
Une fois que les Bionts furent défaits, Flint devint le chef d'une équipe de chasseurs de Bionts, ayant pour but d'éradiquer les derniers survivants de la guerre. Les choses tournèrent mal lorsqu'il se fit voler son Succubus dans une station. Le jeu commence lorsqu'une vieille connaissance (El Topo) lui offre un vieux et croulant vaisseau, ainsi que quelques missions mal payées.
À nouveau obligé de repartir de zéro, il est contraint de faire du nettoyage de débris autour de quelques stations. Une fois quelques missions remplies, il s'attaque aux pirates, dont l'activité semble s'accentuer ces derniers temps, notamment depuis la découverte d'un gisement d'une espèce chimique très calorifique, l'hydrate de méthane. Dans le même temps, Leo Van der waal sort de prison en échange de renseignements secrets. Décidé à se venger des puissances d'Aqua (qui avaient nationalisé son ancienne société, EnTrOx), il lance plusieurs opérations de sabotage contre les anciennes installations d'EnTrOx, avec l'aide de Lloyd. Flint élimine les deux terroristes, sur ordre de la Fédération Atlantique.
Pour ne rien arranger, une guerre civile éclate dans la Fédération Atlantique, et un coup d'État se profile, mené par l'Amiral Cox. Le général Frank Farelli demande le soutien de Flint et de son équipe contre l'insurrection. Flint accepte, mais seulement dans le but de ramener l'Amiral Cox à la raison. Avec l'aide du Commodore Sool, Flint fait échouer le coup d'État, mais le Commodore veut mettre un terme définitif à toute tentative future de rébellion en exécutant l'Amiral. Flint arrive trop tard, et jure de poursuivre Sool jusqu'aux confins d'Aqua pour le détruire. Sool s'enfuit, et réapparait à la station de recherche Brainfire, où il prend le contrôle d'un satellite militaire d'avant-guerre grâce à un relais envoyé à la surface quelques jours auparavant. Maintenant en possession d'une arme de destruction massive, il décide de faire un test et déclenche le laser sur un plancher océanique désertique. Le laser perfore une partie de l'écorce terrestre dans un déluge chaotique d'éruptions volcaniques et de séismes. Malheureusement, cette explosion libère une espèce sous-marine enfermée dans les profondeurs des abysses, les « Anciens ». Ces créatures biologiques sont attirées par les émissions énergétiques ; c'est la raison pour laquelle ils interviennent en masse dans chaque conflit armé, attirés par l'énergie dégagée par les tirs de plasma et de laser.
Une nouvelle menace survient ensuite : les « Crawlers », des humains devenus fous et cannibales, dont la seule activité se résume à des actes de piraterie. Leur récente suractivité inquiète les puissances d'Aqua, qui décident de renforcer leurs défenses militaires. L'armée des Crawlers, dirigée par Samuel Korhonen (surnommé « Mad Sam »), lance une série d'offensives contre diverses villes dans tout Aqua. Le plus gros vaisseau de guerre jamais construit par les Crawlers, le MagmaEater, achève de confirmer les craintes des puissances d'Aqua, lorsque celui-ci se lance dans une vaste offensive contre la Fédération Atlantique. Les Anciens se précipitent au cœur de chacun des combats pour absorber un maximum d'énergie. L'armée de Korhonen se dirige finalement en direction de Neopolis, et planifie la destruction de la ville. La zone de combat est vaste et la bataille acharnée, mais les nombreux alliés présents (la Fédération Atlantique, les forces policières d'Entropol, l'armée de King, des mercenaires et même les Bionts) viennent à bout des Crawlers et des Anciens.
Dans le combat final, Korhonen est tué par le Forneus et Flint parvient à détruire Sool, mais perd sa meilleure amie. La destruction de la centrale à fusion de Neopolis met un terme à la menace des Anciens, en détruisant leur armée dans une gigantesque supernova. Le dernier survivant de cette espèce, le Forneus, est rapidement rattrapé par Flint et son équipe. Blessé, le Forneus n'en reste pas moins un redoutable adversaire, impossible à détruire avec les armes conventionnelles. Surgit alors un vaisseau Biont, plus grand et bien plus puissant que tous les autres vaisseaux Bionts. Celui-ci viendra à bout du Forneus et l'assimilera en peu de temps.
Lorsque Flint retourne à la station Brainfire, il assiste à la présentation vidéo des premières images satellites de la Terre, recueillies en temps réel par le satellite de Sool. La beauté de sa surface l'éblouit, mais son attention est rapidement attirée par des structures métalliques, implantées sur la côte de l'Amérique du Sud, à proximité de la position géographique de l'ancien Survion. En zoomant, il s'aperçoit avec effroi que les Bionts ont reconstruit un autre Survion, bien plus vaste et bien plus imposant que le précédent.

### Personnages
| - Emerald « Dead Eye » Flint : le personnage principal - Lisa Bonham : équipière - Boston Harper : équipier - Flavio Picollini : équipier - Capitaine Eliza deGrange : équipière - Amiral Cox : un ami de longue date - Charlotte Gilmore : une archéologue qui s'intéresse aux Crawlers et aux Anciens - El Topo : un ami de longue date - Perry Lasalle : un scientifique, ami | - Frank Farelli : un général, allié - Iwan King : un seigneur de guerre, allié - Sergei Chang : un allié - Sobinose Chaka : mercenaire, devient une alliée - Commodore Sool : un commandant, allié temporaire - Samuel Korhonen : le chef des Crawlers, ennemi - Leo Van der Waal : ancien leader d'EnTrOx, ennemi - Kristina Lloyd : criminelle - Creole : criminel |

## Système de jeu
À contrario d'Archimedean Dynasty, tous les dialogues du jeu se font depuis le même menu, et le joueur ne peut exercer aucune interaction sur les répliques. Toutefois, l'ordre suivant lequel Flint choisit de parler avec les personnages de la liste d'attente influe sur les missions secondaires qu'il pourra décrocher. Le nombre de personnages avec qui dialoguer et plus grand que dans son prédécesseur, et chacun d'entre eux possède sa propre photographie.
L'ancien système d'upgrade du vaisseau a été simplifié en limitant à deux le nombre d'armes pouvant être emportées (en plus du lance-torpilles), et en diminuant le nombre d'améliorations possibles. Les prix d'achat sont toujours les mêmes que ceux de vente.
La vue a été bloquée sur la vue interne du cockpit, et il n'est plus possible de faire des loopings. Résultat, le joystick n'est plus nécessaire et le vaisseau se manie plus facilement avec le couple clavier/souris. Ce changement a soulevé les critiques, déçues que Massive Development se soit focalisé sur les performances visuelles au détriment du gameplay de son prédécesseur Archimedean Dynasty. Il est également désormais possible des faire fonctionner les turbines à l'envers – permettant au sous-marin de se déplacer tout aussi bien vers l'avant que vers l'arrière – ainsi que de se déplacer latéralement (pourtant, sans turbines latérales). AquaNox perd donc le côté « simulateur de combat » de son prédécesseur, pour devenir un jeu d'arcade.
Le niveau de difficulté d'AquaNox est clairement au-dessus des autres jeux de son époque. Le premier défi réside dans l'impossibilité pour le joueur de sauvegarder durant une mission, ce qui signifie que le moindre échec l'obligera à recommencer toute la mission. De plus, le succès d'une mission dépend fortement de la configuration de son sous-marin et des armes embarquées. En effet, se tromper dans le choix de l'armement peut facilement compromettre une mission. Enfin, le HUD a perdu de sa complexité, à tel point que même le réticule de visée a disparu (vecteur vitesse du vaisseau ennemi, qui indique où il faut tirer pour que les projectiles atteignent l'adversaire à coup sûr). Sans assistance au tir, le joueur est contraint de tirer « à l'aveugle » et d'ajuster ses tirs en conséquence, ce qui rend les dogfights encore plus difficiles.

### Vaisseaux
Le joueur a huit vaisseaux à sa disposition :
| - Toiler – similaire au Hiob, mais encore plus faible - Drowsy Maggie – bombardier moyen - Avenger – chasseur léger - Skipjack – chasseur moyen | - Vortex – vaisseau hybride chasseur/bombardier - Succubus 2 – amélioration du prototype d'Archimedean Dynasty - Voodoo Breath – bombardier lourd - Phobocaster – chasseur lourd |

## Musique
La musique du jeu a été composée par Kay Walter, de l'entreprise Reflex-Studio. Il a également composé les musiques des cinématiques et les effets sonores. Les paroles sont de Helmut Halfman, et la coordination musicale de Oliver Weinrich.
La volonté de Massive Development était de créer un jeu de combat dont les graphismes devaient surpasser les standards de l'époque, et faire appel à de nombreux effets spéciaux. Pour coller à ce style de jeu, le développeur voulait une bande sonore volontairement acide et agressive. Pour satisfaire cette condition, Kay Walter s'est inspiré du groupe de Big beat, The Prodigy. Il a composé une dizaine de morceaux dans le style techno et industriel : des musiques instrumentales, vocales et d'ambiance. Massive Development ne lui avait fourni aucune version de démonstration du jeu ; seules quelques captures d'écran lui ont été remises, pour pouvoir lui donner une idée de l'ambiance générale du jeu. En complément, il a visionné à plusieurs reprises le film Das Boot, pour mieux s'imprégnier des sonorités sous-marines.
Les bruitages des effets spéciaux ont été créés par Kay Walter de toutes pièces, car Massive Development ne lui avait pas mis de bibliothèques sonore à disposition. Le développeur exigeait en outre à ce que les bruitages soient semblables à ceux d'Unreal Tournament, mais de meilleure qualité. Au bout de quatre mois de travail, 2 Go de fichiers sonores inédits ont été élaborés, mais seule une fraction sera effectivement utilisée par le jeu.
Les musiques et bruitages des cinématiques ont dû être composés dans l'urgence : chacune des 8 vidéos ne pouvait prendre plus de 3 jours de travail (musique, bruitage et mixage des voix). Si l'on y ajoute le temps consacré à la recherche des bruitages et des musiques d'ambiance, cette tâche aura représenté entre 4 et 5 semaines de travail.

## Accueil
| Notes de la presse spécialisée |        |
| GameRankings                   | 66,3 % |
| Metacritic                     | 67 %   |
| ANAllGame                      | 3/5    |
| EURGamekult                    | 6/10   |
| ANGameSpot                     | 6,1/10 |
| ANIGN                          | 7,0/10 |
| EURJeuxvideo.com               | 15/20  |

La critique fait l'éloge des graphismes d'AquaNox, faisant remarquer les paysages colorés et les effets spéciaux variés. L'évaluation de la qualité sonore est plus partagée ; Jeuxvideo.com trouve la musique rythmée et adéquate pour l'ambiance effrénée des combats, tandis qu'IGN trouve que la techno est « horrible » et que les effets sonores utilisés ne conviennent pas pour un environnement sous-marin.
Tous s'accordent à dire que le jeu manque de profondeur, tant au niveau du scénario que du gameplay, Gamekult allant jusqu'à affirmer que « tout ceci souffre d'un cruel manque d'originalité et d'innovation ». GameSpot quant à lui décrie le manque de maniabilité des vaisseaux au joystick.